# Nils-Johan Höglund
Nils-Johan Höglund, född 10 maj 1927 i Högsjö församling, Västernorrlands län, död 25 juni 2023 i Uppsala domkyrkodistrikt, var en svensk läkare. 

## Verksamhet
Efter studentexamen vid Härnösands högre allmänna läroverk 1946 blev Höglund medicine kandidat vid Uppsala universitet 1949 och medicine licentiat 1956. Han var e.o. amanuens, tredje amanuens och förste amanuens på farmakologiska institutionen vid universitetet 1949–1951. Han var 
extra läkare vid Ulleråkers sjukhus en månad 1951, t.f. provinsialläkare i Pajala distrikt och t.f. stadsläkare i Ulricehamn tre månader 1953 och 1954, t.f. underläkare vid Falu lasaretts barnavdelning två månader 1955 samt vid medicinska avdelningen där 1955 och 1956. Han blev t.f. underläkare vid medicinska kliniken på Akademiska sjukhuset 1956, förste underläkare där 1957. Han var sekreterare i Uppsala studentkår 1950–1951, förste kurator vid Norrlands nation 1952–1953, ledamot av studentkårens sociala utskott 1952–1954 samt blev styrelseledamot i Sveriges Yngre Läkares Förening och Sveriges läkarförbund 1963. Höglund var intendent och överläkare vid Sätra brunn och badanstalt 1962–1991. Han är gravsatt på Uppsala gamla kyrkogård.

## Utmärkelser
- 1979 – Hedersledamot vid Norrlands nation.[3]
- 1987 – Hedersdoktor vid Medicinska fakulteten vid Uppsala universitet.[4]